# Chichonera

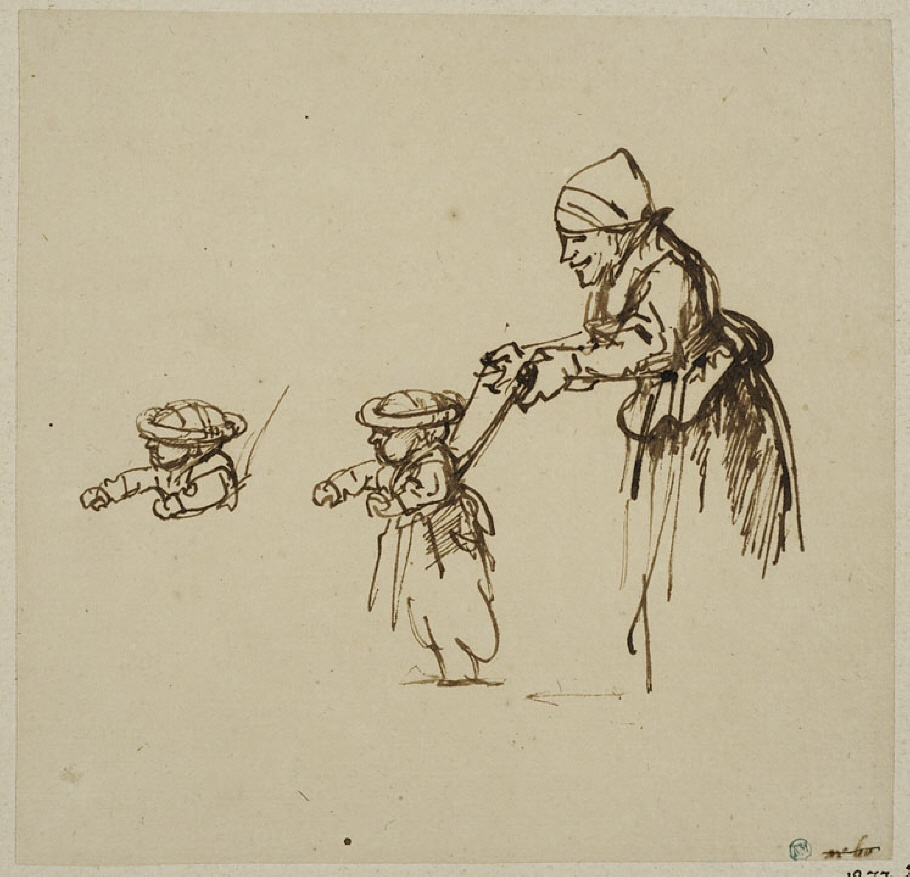
Dibujo de Rembrandt de una anciana enseñando a un niño pequeño a caminar, equipado con cuerdas y chichonera; 1646.

La chichonera fue una especie de sombrero protector llevado por los niños pequeños que empezaban a andar, para proteger sus cabezas en caso de caída.

Denominado valhoed en holandés y pudding hat en inglés, fue empleado desde el siglo XVI al XIX, y consistía básicamente en un rollo grueso de tela suave alrededor de la cabeza del pequeño. Podía abrocharse con una correa bajo la barbilla.

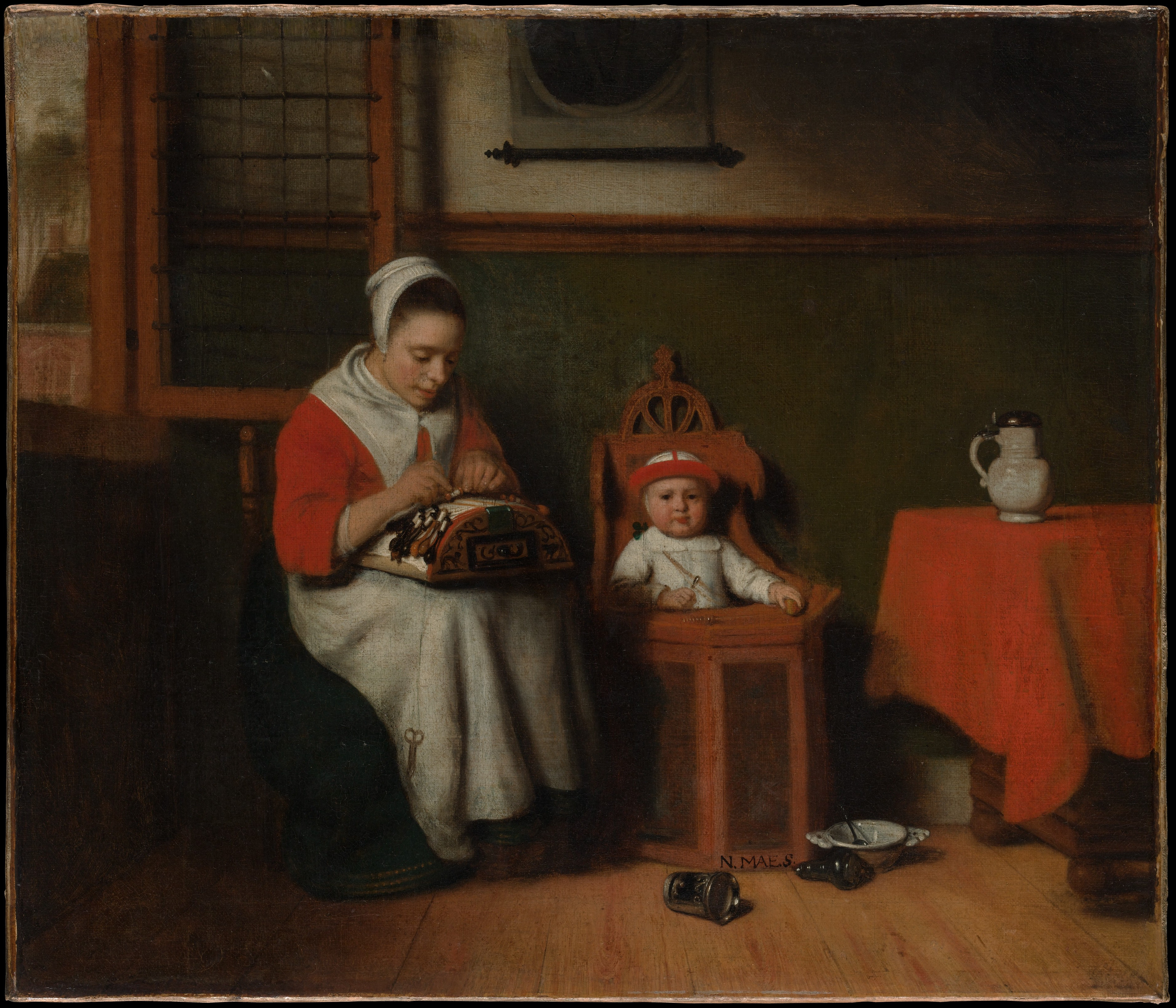
La encajera, de Pieter de Hooch; 1656.
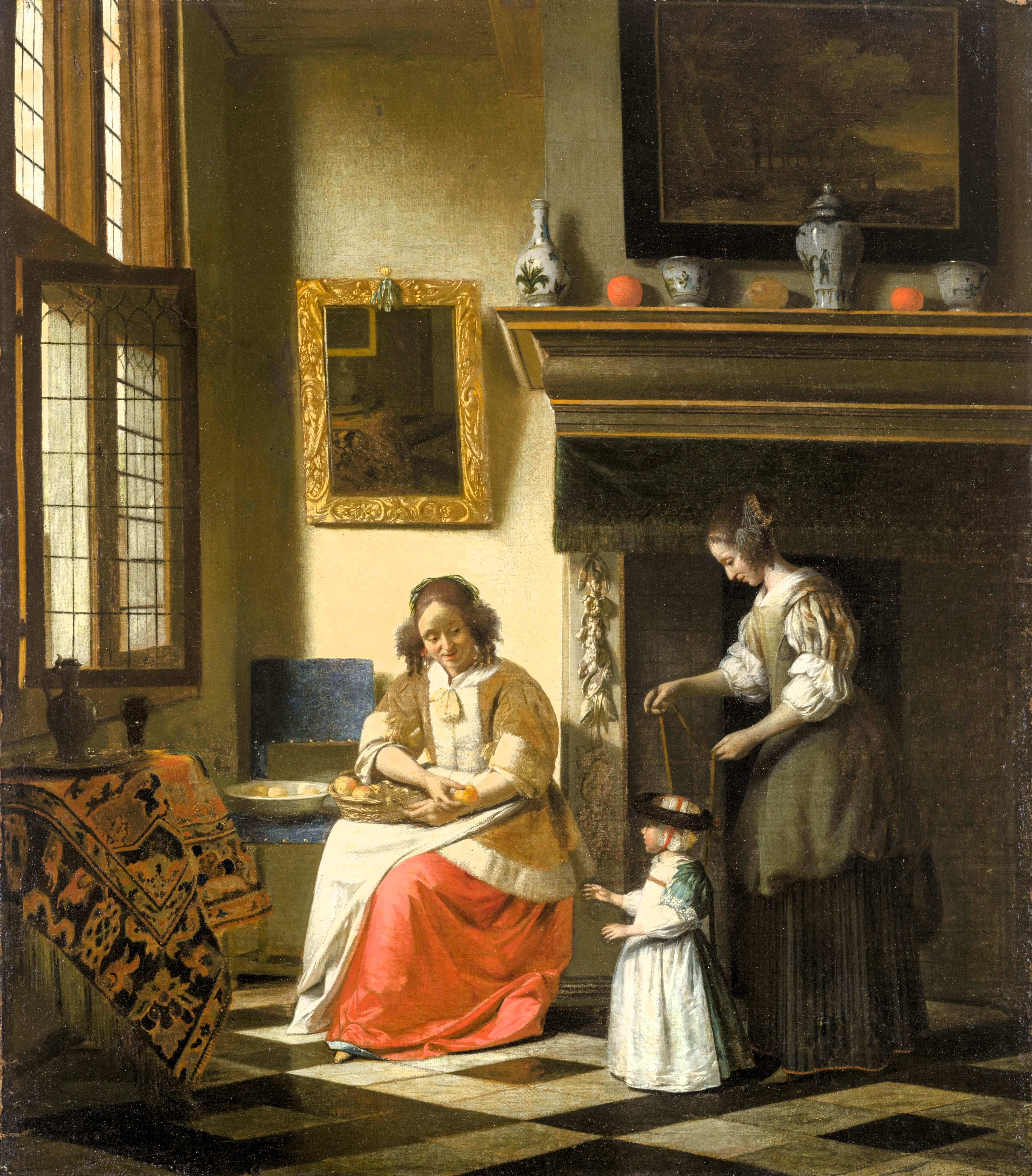
Enseñando a un niño a andar, de Pieter de Hooch; 1668-1672.
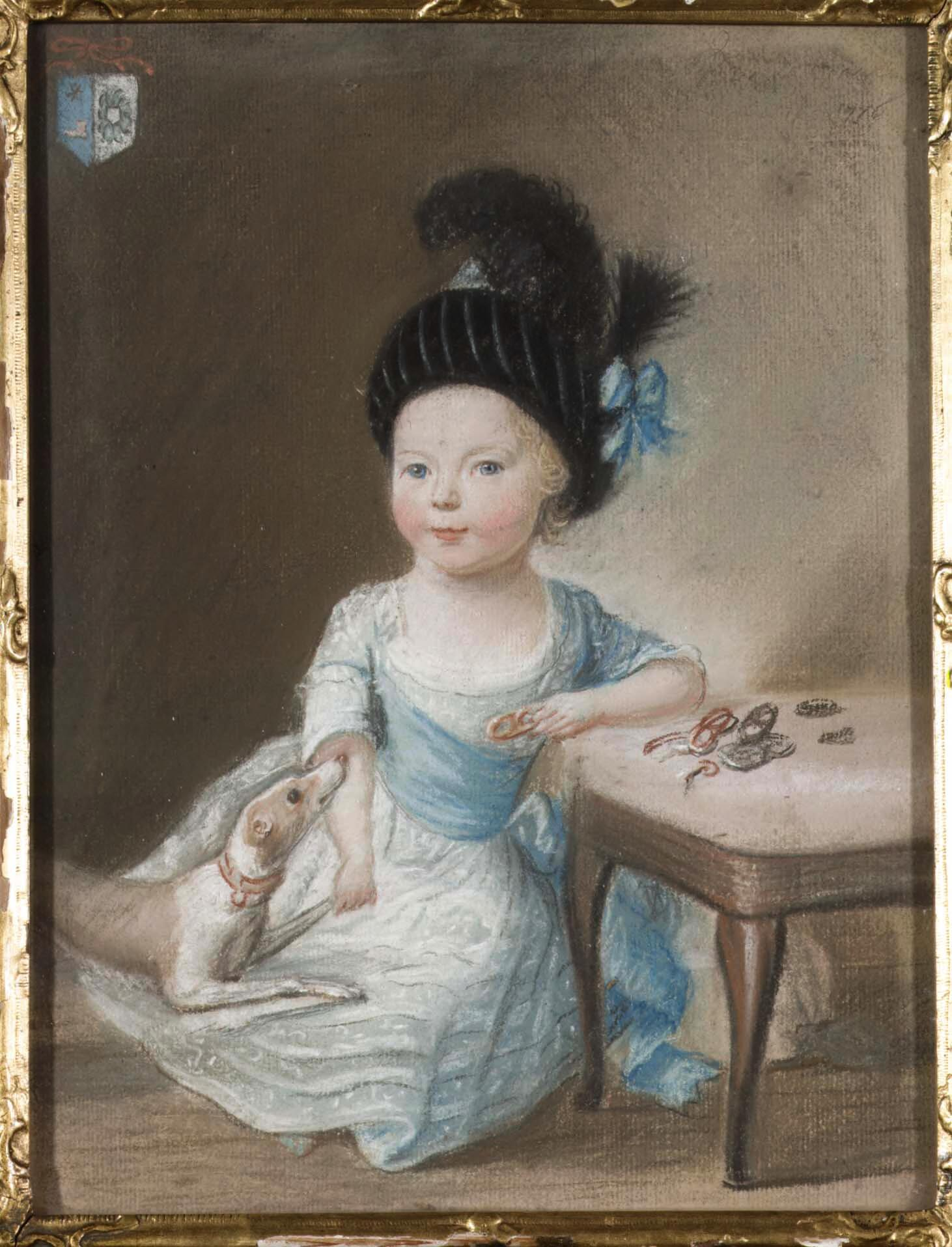
Retrato de Christian Hendrik Jacob Pielat van Bulderen de Pierre Frédéric de la Croix; 1776.
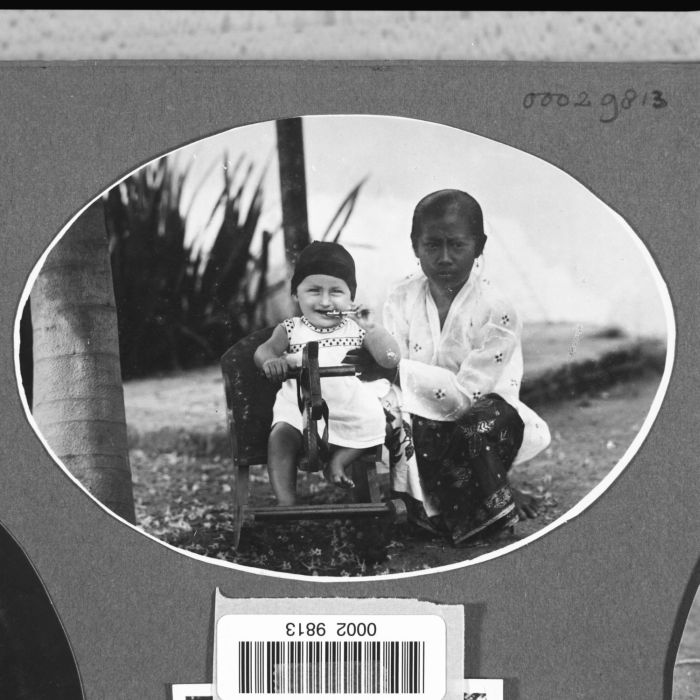
Niño holandés con chichonera, con su niñera nativa en Indonesia, 1920-1940.

La versión moderna, en plástico y de variados colores, cubre la cabeza entera a modo de casco anticaídas.